# Бойни групи на работническата класа (ГДР)
Бойни групи (на немски: Kampfgruppen), от 1958 г. с името Бойни групи на работническата класа (на немски: Kampfgruppen der Arbeiterklasse (KdA)) е въоръжена паравоенна организация в Германската демократическа Република. Наред с Националната народна армия, Народната полиция, Министерството на държавната сигурност (на немски: Ministerium für Staatssicherheit), известно повече като Щази, Бойните групи на работническата класа са силова опора на управляващата Германската единна социалистическа партия (ГЕСП).

## Причини за създаването
Причина за създаването на партийните въоръжени формирования са събитията от 17 юни 1953 в ГДР, т.нар. Берлинско въстание. Потушаването на протестите, избухнали в столицата и разпространени в цялата страна, се осъществява само с масираното включване на Групата съветски войски в Германия. Тези събития практически показват отсъствие на обществена поддръжка на властта в ГДР.
| „                                           | Нима не беше по-просто правителството да разпусне народа и да си избере нов народ? | “ |
| Бертолт Брехт, „Решение“ (Die Lösung, 1953) |                                                                                    |   |

Ръководството на ГЕСП предприема мерки за създаване на организирани комунистически структури, способни да окажат действена помощ на държавните силови ведомства. Официалното решение е прието на пленум на ЦК на ГЕСП на 24 – 26 юни 1953 г. Съгласно директивата на ЦК, партийните въоръжени структури се създават в големите държавни предприятия и учреждения. Задачата за създаването на бойните групи се опростява от това, че отделни групи за поддържане на полицията съществуват от 1951 г. към администрацията на големите предприятия под наименованието Friedenswacht, Arbeiterwehr, Selbstschutzbrigade, но от март 1953 г. се появяват и първите Kampfgruppe с организационни структури, дефинирани цели и задачи, и тежко стрелково въоръжение.
Кампанията по формиране на партийните Бойни групи (Kampfgruppen) започва на 29 септември 1953 г. и продължава до 9 декември 1953 г. Окончателното организационно оформяне на структурите е описано и се съдържа в директивата на Политбюро на ЦК на ГЕСП от 31 май 1955 г. „За организацията и подготовката на Бойните групи“.

## Комплектуване и ръководство
Комплектуването на групите се формира в заводите и учрежденията, като се предпочитат членове на ГЕСП. Изискванията към членовете на бойните групи е да са идеологически благонадеждни, да са преминали военна служба и да имат спортна подготовка. В групите се приемат бойци от 25 до 55 години, като в резерва се включват хора на възраст до 60 години. Набирането се осъществява по препоръката на партийните комитети и администрацията на предприятията. Членовете на бойните групи полагат клетва да „защитават социалистическите завоевания на държавата на работниците и селяните с оръжие в ръка“. От 1958 г. в названието на бойните структури се внася класов акцент като се преименуват в Бойни групи на работническата класа (Kampfgruppen der Arbeiterklasse)
Бойните групи на работническата класа се изграждат на военно-дисциплинарни принципи. Основните бойни единици са батальоните (bataillon) с батальонни командири (bataillonskommandeurs), и последващи по-малки подчинени съставни поделения до най-малката бойна част – група (отделение) във взвод с командир на групата группенфюрер (gruppenfuehrer). . Членовете на групите преминават бойна подготовка. Групите са въоръжени със сериозни оръжия – не само стрелково оръжие (автомат Калашников (АК-47), щурмови винтовки StG 44, ръчни картечници Дегтярьов (ПД), пистолети Макаров), но и тежки оръжия (БМП, противотанкови и зенитни оръдия). Членовете на бойните групи имат униформа и химн – Marsch der Kampfgruppen der Arbeiterklasse. Издава се и ежемесечен печатен орган на организацията Der Kämpfer.
Групите развиват дейността си в тясно взаимодействие с командването на ННА. Командването на всички нива се осъществява от колегия в състава на местния секретар на ГЕСП, командващия военния окръг и началника на местната Народна полиция. Формално по държавна линия управлението е в Министерството на вътрешните работи и е дейност на заместник министъра управляващ военнизираните полицейски части (специализираните подразделения и противопожарната охрана). Решаващо влияние за организацията и управлението имат партийните органи. Върховното управление се осъществява от отдела за безопасност при ЦК на ГЕСП под ръководството на съответния секретар и генералния секретар. По тази структура, подчиненост и контрол, Бойните групи на работническата класа напомнят на щурмовите отряди Щурмабтайлунг (на немски: Sturmabteilung), подобни структури в Германия, които имат значително по-висока активност и по-големи мащаби на действие.

## Мотивация и използване
Общата численост на бойните групи в началото на 1980-те години превишава 200 хиляди души, което е повече от общата численост на армията и полицията на ГДР. За времето на съществуване на тази формация, в обучение и членство са преминали повече от 400 хиляди души. Партийните институции се стремят в структурите да поддържат преобладаваща численост от работници, но още в началото на създаването се сблъскват с проблема от нисък ентусиазъм за участие от пролетарските среди. Върху представителите на интелигенцията се оказва по-ефективен натиск чрез въздействие с кариерни лостове. За популяризиране на участие е въведен, макар и ограничен, принцип на материално стимулиране – членовете на групата получават допълнително към пенсията 100 ГДР марки. За участие, тази привилегия не е особено голяма придобивка, а идейните мотиви за това имат още по-малко значение. Мотивирането за встъпване в редовете на групите основно са преките указания от началниците.
Най-голямото използване на Бойните групи на работническата класа е при изграждането на Берлинската стена, в която участват 5 хиляди души (по други данни 8 хиляди души). Групите се поддържат в състояние на мобилизационна готовност при изостряне на политическата ситуация в страните от Източна Европа. По време на Унгарското въстание от есента на 1956 г. бойци от Kampfgruppen се използват за блокиране на берлински студентски акции на солидарност с Унгария. Бойните групи са подготвяни за действие и по време на Пражка пролет 1968 г. и полските събития от 1980 – 1981 г.
Властите в ГДР рядко използват структурата на бойните групи за пряко политическо насилие. Тази функция е предоставена на държавните органи и преди всичко на Министерство на държавната безопасност на ГДР. По-голямо значение има политическото и идеолого-пропагандното въздействие в обществото от членовете на бойните групи. Тези бойни формирования се използват като проводник за социалното разгръщане на идеите и решенията на управляващата комунистическа партия за постоянен пропаганден и организационен натиск върху гражданите на ГДР, за тяхната тяхната идеологическа обработка и подкрепа на милитаризацията на държавата..
Бойните групи на работническата класа водят и международна дейност, с което моделът и опитът им се споделя с комунистическите режими в Ангола, Мозамбик, Народна република Конго.

## Отказ от използване и закриване на бойните групи
От края на 1988 г. в докладите на Щази започва да се отбелязва ненадеждност на състава на Бойните групи на работническата класа. Зачестяват отклонения при изпълнение на заповеди, появяват се случай на напускане на формированията. Това са тревожни сигнали в навечерието на празнуването на 40-годишнината на ГДР през октомври 1989 г.
Ненадеждността на бойните групи проличава особено по време на масовите протестни демонстрации в ГДР през есента на 1989 г. (т.нар. „Понеделнишки демонстрации“ (Montagsdemonstrationen)). Протестите започват от Лайпциг на 4 септември 1989 г. с провеждането на шествие под лозунга „Ние сме народа!“ (Wir sind das Volk!) и искания за граждански свободи и отваряне границите на ГДР. Демонстрацията, проведена отново след седмица, предизвиква остра реакция във властите, като са арестувани повече от 50 души. Протестите имат мирен характер, повтарят се вечерта на всеки понеделник, при разширяване участието на протестиращите и в други градове. Целта на масовите протести се поставя остро от протестиращите – смяна на политическото ръководство на държавата, демократизация на обществото и редица други искания. Демонстрациите се прекратяват през март 1990 г. преди провеждането на първите свободни избори. За противодействие на протестните акции се използват органите на полицията и държавната безопасност. В Лайпциг на улицата са изведени бойни групи, но тяхната ненадеждност като силови структури не позволява да се вземе решение за въоръжено насилие и те само пасивно присъстват. Партийната преса остро критикува тези структури за сигурност. С това многогодишните усилия за отлична подготовка на силовите структури се оказват практически безсмислени.
На 6 декември 1989 г. новият министър на вътрешните работи Лотар Аренд със заповед обявява разоръжаването на организацията Бойни групи на работническата класа. До края на май 1990 г. се провежда демобилизацията на всичките 189 370 бойци. Структурата прекратява дейността си още преди ликвидирането на ГДР и обединението на Германия.